# Steviolo
Lo steviolo è la forma agluconica dello stevioside e del rebaudioside, composti presenti nelle foglie della pianta Stevia rebaudiana e derivati.
Lo steviolo è un mutageno riconosciuto. Tuttavia, secondo alcune ricerche, nelle popolazioni che fanno uso di foglie di stevia e derivati, tra cui il Giappone, non esisterebbe una marcata evidenza statistica di tumori riconducibili allo steviolo. Lo studio dell'università di Berkeley in vivo confermerebbe tali statistiche.
Nel 2003, uno studio belga ha mostrato come lo stevioside somministrato ai maiali venisse completamente convertito in steviolo, ma che quest'ultimo non veniva rilevato nel sangue, nemmeno se trasformato in una forma più facilmente rilevabile con soglia minima di 50pg.